# Breda di Piave
Breda di Piave es una localidad y comune italiana de la provincia de Treviso, región de Véneto, con 7.674 habitantes.

## Evolución demográfica
| Gráfica de evolución demográfica de Breda di Piave entre 1861 y 2001 |
|                                                                      |
| Fuente ISTAT - elaboración gráfica de Wikipedia                      |